# Space Hulk: Vengeance of the Blood Angels
Space Hulk: Vengeance of the Blood Angels er et taktisk action-computerspil fra 1995 publiceret af Electronic Arts for 3DO konsollen og sener ported til PlayStation, Sega Saturn, MS-DOS og Microsoft Windows. Spillet er baseret på Games Workshops strategiske brætspil Space Hulk fra 1989 og er en efterfølger til computerspillet Space Hulk fra 1993. I spillet kontrollerer spilleren en eller flere skvadroner med rumsoldater i kampen mod fjendtlige og aggressive rumvæsener. Ligesom sin forgænger kombinerer Vengeance of the Blood Angels et førstepersons skydespils gameplay med realtidsstrategi. Spillet finder sted i og er en del af Warhammer 40.000 universet.

## Handling
Et kolossalt rumskibsvrag, en såkaldt space hulk (rumhulk), er drevet ud a warprummet og befinder sig på direkte kollisionskurs med planeten Delvar III. Da menneskehedens imperium ikke besidder tilstrækkelig med ildkraft lokalt for at kunne ødelægge rumhulken, og da milliarder af liv står på spil, bliver Blood Angels (Blodenglene), et kapitel med rummariner der udgør imperiets absolutte kampelite, sat på jobbet at borde rumhulken og divergere dens kurs, så at den ikke kolliderer med kolonien. Ombord på den tilsyneladende forladte hulk befinder der sig en art af utalige og ekstremt aggressive rumvæsener benævnt genestealers (genstjælere), hvis hensigt er at angribe og inficere kolonien for at fylde deres egen genpool med kolonisternes gener, og derved forurene menneskenes genpool, for så selv at kunne reproducere. Spilleren tager kontrol over en eller flere skvadroner med elite terminatorsoldater for at kæmpe sig vej igennem rumhulkens mørke så de kan fuldføre deres mission og redde Delvar III.

## Gameplay
I den indledende fase af spillet modtager spilleren kommandoen over én terminator soldat fra Blood Angels kapitlet og får ordre fra deres befalingsofficer, som de skal følge. I takt med at missioner fuldføres og historien progredierer, stiger spilleren i rang og bliver dernæst forfremmet til terminator sergent, som får kommandoen over den eller de skvadroner med terminatorsoldater, der er aktive i den gældende mission, hvoraf hver skvadron indeholder fem terminatorsoldater.
Planlægningsskærmen er hvor det strategiske element for alvor kommer i spil, hvor spilleren, for at kunne udstede kommandoer til sine soldater, kan benytte sig af et taktisk, top-ned oversigtskort over det gældende missionsområde. Planlægningsskærmen fryser tiden (freeze-time) ved dens aktivering for at kunne give spilleren overblik og tid til at udstede kommandoer til sinde soldater igennem en kommandokæde. Tiden ophører med at være frosset efter et minut, hvorefter spillet returnerer til realtidsstrategi, hvor spilleren igennem kortet kan følge sine soldater udføre deres befalede kommandoer på banen og udstede nye ordre til dem. Kun ved at gå ud af planlægningsskærmen kan ny fryse-tid akkumuleres. Selve kommandoerne varierer fra ordre omkring bevægelse fra et punkt til et andet til åbning og lukning af døre og aktivering af computere til at rense specifikke områder med ild fra en flammekaster. Terminatorsoldaternes standardindstilling når de forholder sig inaktive er at være i “overwatch" modus (overvågningstilstand), hvor de vil angribe alt fjendtligt de ser med deres stormboltere over afstand. Et element med usikkerhed forekommer ved brugen af en stormbolter, da dette våben kan sætte sig fast og ophøre med at skyde for en tid.
I forhold til sin forgænger er det frie valg af våben i starten af hver mission ikke længere tilgængeligt. I alle missioner er terminatorsoldaterne udstyret med én stormbolter til afstandskamp og én powerfist (kraftnæve) til nærkamp, hvor de under særlige omstændigheder, afhængigt af den givne mission, kan udstyres med tunge flammekastere. Dog er en betydelig større liste med våben tilgængelig i andre spilmodusser.
Fjenderne der forekommer i Vengeance of the Blood Angels er hovedsageligt de samme som i det tidligere spil og inkluderer selve genstjælerne, deres hybrider bevæbnet med skydevåben til afstandskamp og genstjælernes leder, patriarken. To nye typer af fjender er også forekommende: en genstjæler hybrid med stærke psykiske kræfter benævnt en magus og forræderiske kaos rummariner fra imperiets mørke fortid gør deres entré i spillet fra omkring midten til de senere stadier af kampagne-modusen. Selve genstjælerne er de eneste fjender der mødes hele spillet igennem.